# Drikus Veer

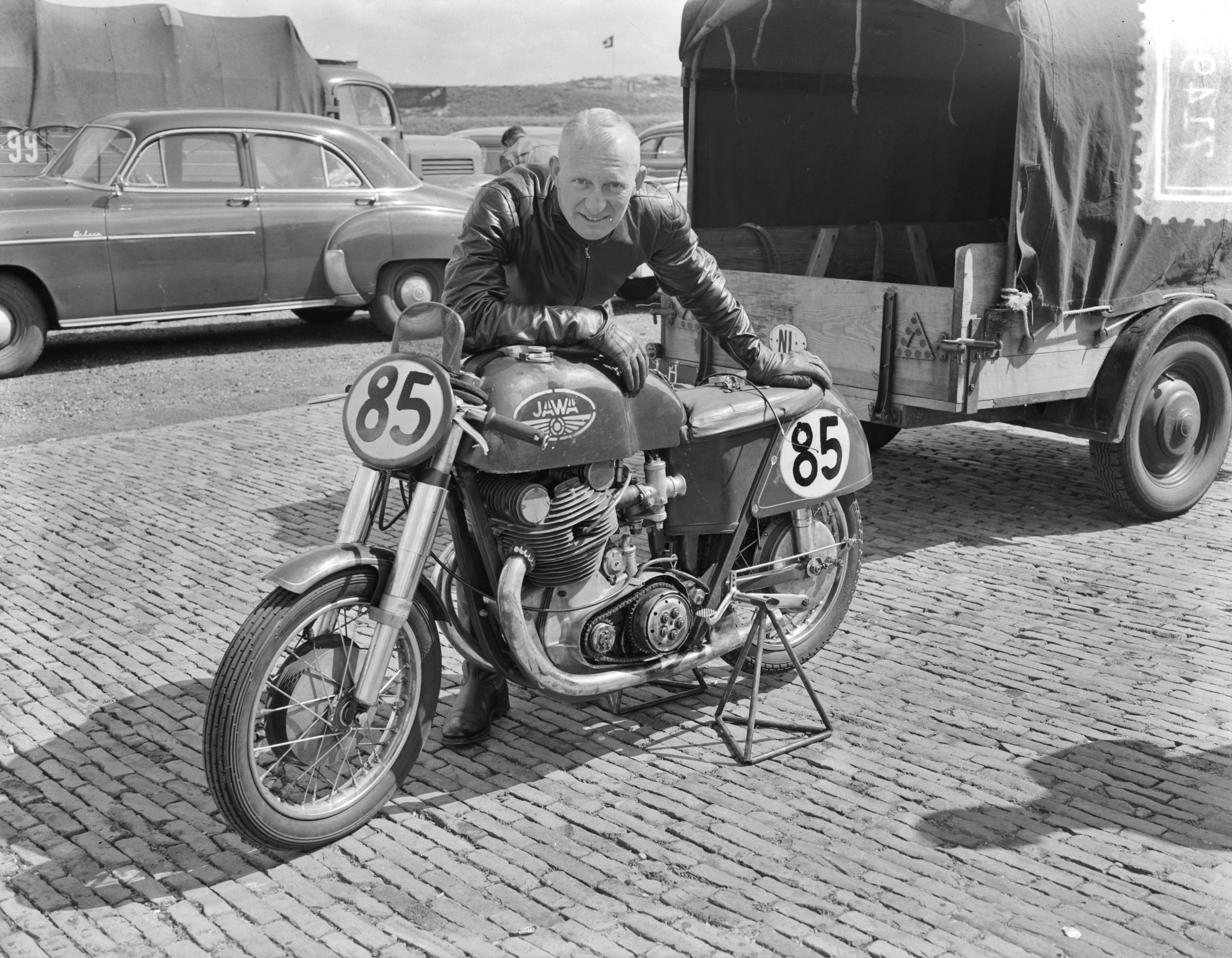
Drikus Veer (1955)

Drikus Veer (* 9. Juli 1918; † 21. Oktober 2011) war ein niederländischer Motorradrennfahrer.
Veer galt als vielseitiger Fahrer, der sowohl auf der Straße, der Bahn, beim Motocross und im Enduro-Bereich erfolgreich war. In seiner von 1937 bis 1957 andauernden aktiven Laufbahn war er als „de tijger van Borculo“ („der Tiger von Borculo“) bekannt.

## Karriere
Drikus Veer gewann sein erstes Rennen 1936 bei Ell–Hunsel auf einer Francis-Barnett in der 125-cm³-Klasse. Dies war gleichzeitig sein erstes Motorradrennen überhaupt. Im folgenden Jahr gewann er das gleiche Rennen auf einer Triumph in der Viertelliterklasse. Nach dem Zweiten Weltkrieg bestritt Veer ab 1946 als Privatfahrer wieder Rennen, vordergründig in der Niederländischen Meisterschaft. Im Jahr 1949 gewann er dort auf Triumph den Titel in der 500-cm³-Klasse. 1951 gewann er mit der niederländischen Nationalmannschaft bei der 26. Internationalen Sechstagefahrt die Silbervase.
In der Saison 1953 gab Drikus Veer auf einer Morini mit Rang fünf beim 125er-Rennen der Dutch TT im heimischen Assen sein Debüt in der Motorrad-Weltmeisterschaft. 1954 erhielt er vom italienischen Hersteller Gilera, der zur damaligen Zeit führend in der Halbliterklasse war, eine der schnellen 500er-Vierzylinder-DOHC-Werksrennmaschinen für die Dutch TT – natürlich unter der Prämisse, im Rennen den Werksfahrern Geoff Duke und Reg Armstrong den Vortritt zu lassen. Veer beendete das Rennen als Achter und verpasste damit die Punkteränge.
In der folgenden Saison erhielt Veer wiederum eine Werks-Gilera für die Dutch TT und wurde der erste Niederländer, der in der Geschichte der Motorrad-WM Punkte erzielen konnte. Er belegte im Halbliterrennen den vierten Rang hinter den Gilera-Werksfahrern Duke und Armstrong sowie dem MV-Agusta-Werkspiloten Umberto Masetti, mit dem er sich einen sehenswerten Kampf um Rang drei geliefert hatte. Eigenen Angaben zufolge hätte er das Rennen gewinnen können, hätte er nicht der Gilera-internen Stallorder folgen müssen.
Im Jahr 1957 gewann Drikus Veer auf einer NSU den Niederländischen Meistertitel in der 250-cm³-Klasse, danach beendete er 39-jährig seine aktive Karriere. Veer starb am 21. Oktober 2011 im Alter von 93 Jahren.

## Statistik

### Erfolge
- Niederländischer 500-cm³-Meister: 1949 auf Triumph[2]
- Niederländischer 250-cm³-Meister: 1957 auf NSU[2]

### In der Motorrad-Weltmeisterschaft
| Saison | Klasse  | Motorrad | Rennen | Podien | Punkte | Ergebnis |
| ------ | ------- | -------- | ------ | ------ | ------ | -------- |
| 1953   | 125 cm³ | Morini   | 1      | –      | 2      | 12.      |
| 1955   | 500 cm³ | Gilera   | 1      | –      | 3      | 16.      |
| Gesamt | Gesamt  | Gesamt   | 2      | 0      | 5      |          |

## Verweise